# Беслен
Беслен (болг. Беслен) — село в Благоевградской области Болгарии. Входит в состав общины Хаджидимово. Находится примерно в 11 км к юго-востоку от центра города Хаджидимово и примерно в 95 км к юго-востоку от центра города Благоевград. По данным переписи населения 2011 года, в селе  проживало 723 человека, преобладающая национальность — болгары.

## Население
| Год     | 1934 | 1946 | 1956 | 1965 | 1975 | 1985 | 1992 | 2001 | 2011 |
| ------- | ---- | ---- | ---- | ---- | ---- | ---- | ---- | ---- | ---- |
| Жителей | 366  | 487  | 560  | 599  | 653  | 757  | 737  | 748  | 723  |

|  |